# Polat Kemboi Arıkan

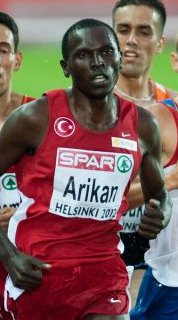
Polat Arıkan bei den Europameisterschaften 2012

Polat Kemboi Arıkan (Geburtsname Paul Kipkosgei Kemboi; * 12. Dezember 1990 in Eldoret, Kenia) ist ein türkischer Langstreckenläufer kenianischer Herkunft.
2008 wurde er Dritter beim Loopfestijn Voorthuizen und siegte beim Halbmarathonbewerb des Küstenmarathons. 2010 wurde er Vierter über 10 km bei Tout Rennes Court.
Am 20. Juni 2011 erhielt er die Staatsbürgerschaft der Türkei. 2012 siegte er beim Leichtathletik-Europacup über 10.000 Meter. Bei den Europameisterschaften in Helsinki gewann er Bronze über 5000 Meter und Gold über 10.000 Meter. Bei den Olympischen Spielen 2012 in London belegte er Platz 13 über die 5000 Meter und wurde Neunter über 10.000 Meter. Bei den Europameisterschaften 2016 in Amsterdam gewann er zum zweiten Mal nach 2012 den Titel über 10.000 Meter.
Beim Marathon der Olympischen Sommerspiele 2020, der abweichend in Sapporo stattfand, kam er nicht ins Ziel.

## Persönliche Bestzeiten
- 3000 m: 7:42,31 min, 11. Mai 2012, Doha (türkischer Rekord)
  - Halle: 7:42,49 min, 18. Februar 2012, Istanbul (türkischer Rekord)
- 5000 m: 13:05,98 min, 16. September 2011, Brüssel (türkischer Rekord)
  - Halle: 13:12,55 min, 10. Februar 2012, Düsseldorf (türkischer Rekord)
- 10.000 m: 27:56,28 min, 3. Juni 2012, Bilbao
- 10-km-Straßenlauf: 28:17 min, 10. Oktober 2010, Rennes
- Halbmarathon: 1:03:52 h, 21. September 2008, Otterndorf